# Rhagodes phipsoni
Espèce
Synonymes
- Rhax phipsoni Pocock, 1895

Rhagodes phipsoni est une espèce de solifuges de la famille des Rhagodidae.

## Distribution
Cette espèce est endémique du Sri Lanka. Elle se rencontre vers Trinquemalay.

## Description
Le mâle mesure 32 mm et la femelle 64 mm.

## Étymologie
Cette espèce est nommée en l'honneur de Herbert Musgrave Phipson.

## Publication originale
- Pocock, 1895 : On the species of Galeodidae inhabiting India and Ceylon. Journal of the Bombay Natural History Society, vol. 9, p. 438–452 (texte intégral).